# Comitato Olimpico degli Stati Uniti
Il Comitato Olimpico degli Stati Uniti (United States Olympic Committee, o USOC, in inglese) è un'organizzazione sportiva statunitense, nata nel 1894 a Colorado Springs, Stati Uniti.

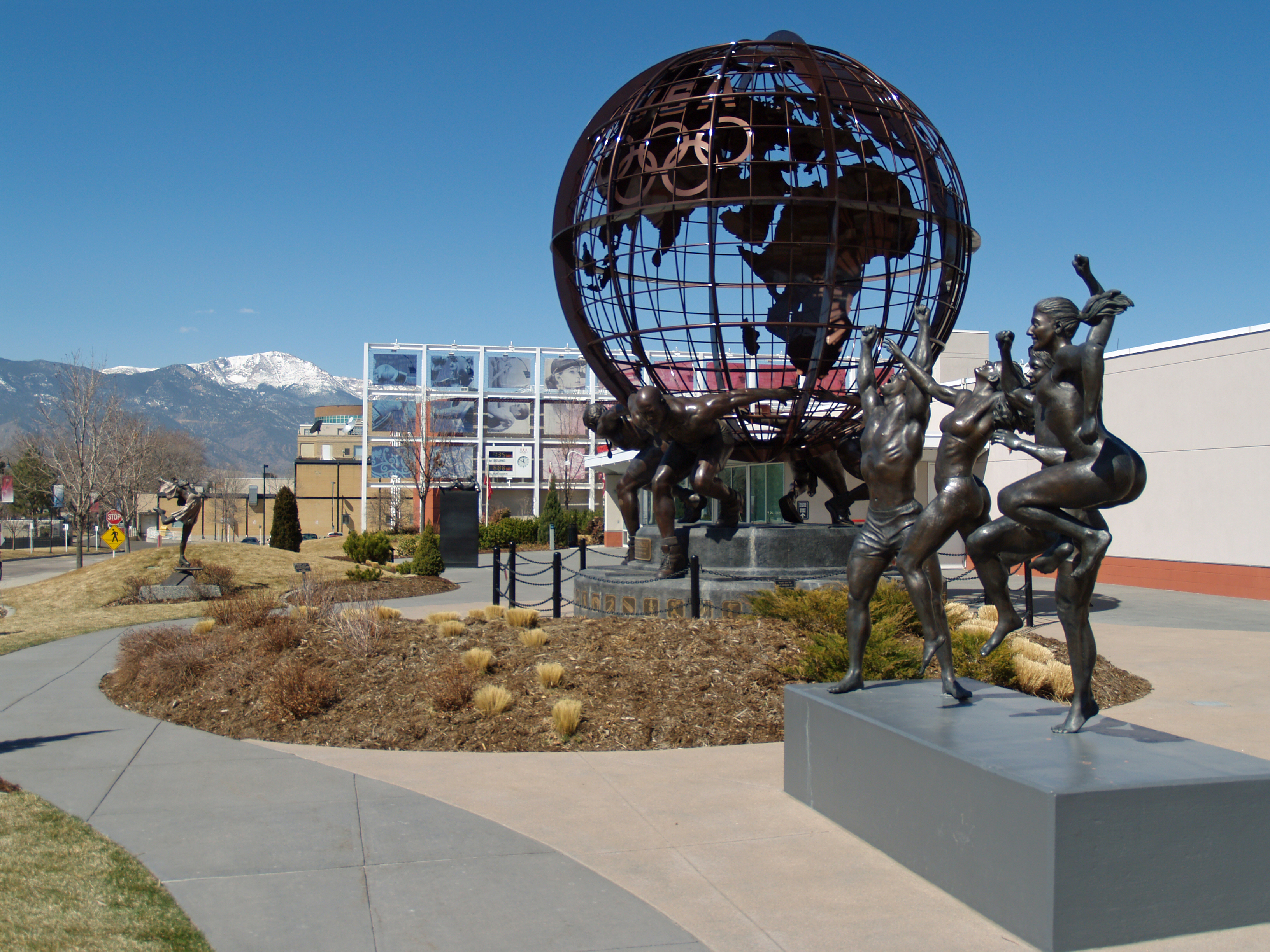
Sede del Comitato Olimpico degli Stati Uniti, a Colorado Springs, Colorado.

Rappresenta questa nazione presso il Comitato Olimpico Internazionale (CIO) dal 1894 (insieme al Comitato Nazionale Olimpico e Sportivo Francese, è l'associazione sportiva olimpica più antica) e ha lo scopo di curare l'organizzazione e il potenziamento dello sport negli Stati Uniti e, in particolare, la preparazione degli atleti statunitensi, per consentire loro la partecipazione ai Giochi olimpici. Il USOC è inoltre membro dell'Organizzazione Sportiva Panamericana. L'attuale presidente del comitato è Lawrence F. Prosbt III.

## Storia

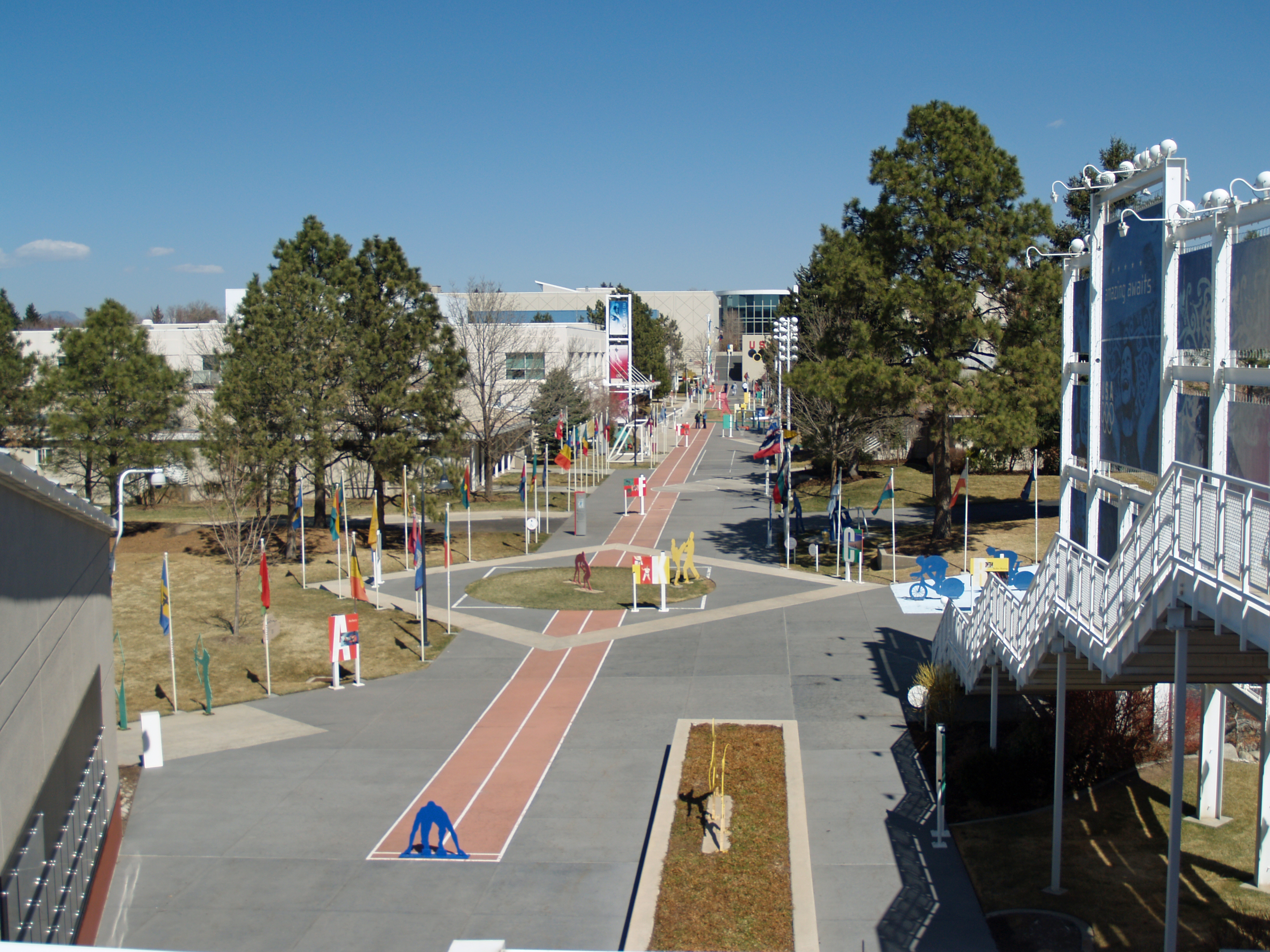
Strutture a Colorado Springs del USOC

Nel 1894, anno in cui venne fondato il CIO, due membri costituenti statunitensi, James E. Sullivan e William Milligan Sloane, formarono un comitato, che aveva lo scopo di organizzare la partecipazione degli atleti statunitensi ai Giochi della I Olimpiade, che si tennero nel 1896, in Atene, Grecia.
Il comitato operò sotto diversi nomi, fino al 1961, quando assunse la denominazione attuale e, successivamente, aiutò i partecipanti statunitensi ai Giochi Paralimpici nelle strutture e negli allenamenti. Il 21-22 aprile 1979, l'USOC organizzò un'asta di beneficenza chiamata Olympa-Thon '79 sull'NBC, canale che avrebbe dovuto trasmettere i Giochi della XXII Olimpiade nel 1980; a questa manifestazione parteciparono Dean Martin e Jerry Lewis, così come O.J. Simpson e altri atleti olimpici. Gli Stati Uniti, in seguito, boicottarono le Olimpiadi di Mosca, a causa dell'invasione sovietica dell'Afghanistan e, dunque, la NBC non trasmise le immagini dell'evento olimpico. Il USOC non ha più tenuto un così grande evento di raccolta fondi da allora.